# جرانيتا (فلم)
جرانيتا هو فيلم درامي-مصري صدر في 2001، من إخراج عمر عبد العزيز وتأليف ناصر عبد الرحمن. الفيلم من بطولة عزت العلايلي وهشام سليم وفرح وعلاء مرسي وليلى شعير. وحقق ردود فعل جيدة جدا من النقاد لانه يناقش المشاكل الاجتماعية والعادات والتقاليد في المجتمع من خلال عمل فني درامي.

## ملخص القصة
تدور أحداث الفيلم حول شاب مصرى «هشام سليم» يذهب مع أهله إلى الغردقة في رحلة عمل حيث يعمل مع السياح الأجانب، يتعرف هناك على فتاة «فرح» والدها مصرى ووالدتها أمريكية «ليلى شعير»، يحبها ويصر على الزواج منها ضد رغبة أهله «عزت العلايلى»، ثم تصبح حامل منه فيتزوجها وبعد ذلك يصطدم بأفكارها ومفاهيمها، فهو صعيدى وهي أمريكية.

## طاقم العمل
| - عزت العلايلي (أبو حسن) - هشام سليم (حسن) - زيزي البدراوي - علاء مرسي - فرح - ليلى شعير - عمرو مهدي | - إنجي شرف - سعيد طرابيك - فكري أباظة - أميرة العايدي - علي حمدي - مصطفى درويش - خالد عبد الغفار |

## روابط خارجية
- جرانيتا على موقع الدهليز
- جرانيتا على موقع قاعدة بيانات الأفلام العربية